# Shine a Light (Beady Eye)
Shine a Light è una canzone del gruppo musicale rock inglese Beady Eye. Secondo singolo estratto dall'album BE, è stato pubblicato il 18 agosto 2013.

## Tracce
Testi e musiche di Liam Gallagher, Gem Archer e Andy Bell.
1. Shine a Light – 5:04
2. The World's Not Set in Stone – 4:46

## Video
Il videoclip del singolo è stato pubblicato su Internet il 22 luglio 2013. In alcune parti del video la band suona in un garage, in altre è ad un banchetto in compagnia di una suora. Liam Gallagher, che compare nelle vesti di sacerdote e di suora, è attorniato da alcune donne nude.